# Aderus canescens
Aderus canescens es una especie de insecto coleóptero perteneciente a  la familia Aderidae. Fue descrito científicamente por George Charles Champion en 1893.

## Distribución geográfica
Habita en México.